# Gregorio Maria Rocco
Gregorio Maria Rocco (Napoli, 4 ottobre 1700 – Napoli, 2 agosto 1782) è stato un frate domenicano.
(Alexandre Dumas)

## Biografia
Dotato di grande carisma, nella città di Napoli si prodigò in opere di assistenza e di apostolato per alleviare la sofferenza di poveri ed emarginati e combattere il vizio in tutte le sue forme.
Grande la considerazione che gli veniva attribuita presso la corte borbonica: fu lui l'ispiratore in Carlo III di Borbone, della costruzione del Real Albergo dei Poveri (1751-1829) su progetto dell'architetto Ferdinando Fuga, per dare ricovero ai diseredati.
Fu sua l'iniziativa dell'illuminazione delle strade napoletane, fino allora inesistente, per contrastare i banditi che sul far del buio assaltavano i viandanti.
Essendosi dimostrato vano il tentativo di illuminare le strade con lampade ad olio che venivano subito rimosse dai malintenzionati, era ricorso ad un gesto astuto. Facendo leva sul sentimento religioso popolare, aveva fatto apporre immagini sacre sui muri delle case, sollecitando i fedeli ad accendere a sera un lumino.
Particolare zelo dedicò alla gioventù napoletana per sottrarla alla delinquenza e al vizio facendo costruire case di accoglienza e di istruzione.
Al suo nome, dal 1936 al 2012 è  stato intestato il Liceo Classico "Padre Gregorio Rocco" a Madonna dell'Arco, nel comune di Sant'Anastasia (NA).